# Westminsterski sustav
Westminsterski sustav je naziv za parlamentarni sustav odnosno društveno-politički ustroj svojstven za Ujedinjeno Kraljevstvo i države negdašnjeg Britanskog Carstva, koje obilježava ceremonijalni poglavar države, najčešće pripadnik britanske kraljevske obitelji, podređenost izvršne vlasti parlamentu i dvostranačju, odnosno čvrstoj podjeli na vladajuću stranku i parlamentarnu oporbu.
Osim u članicama Commonwealtha i pojedinim britanskim kolonijama, westminsterski sustav primijenjuju i Irska, Izrael, Japan i Kuvajt. 

## Vanjske poveznice
- Pippa Norris, Sumrak Westminstera - izborna reforma i njezine posljedice  Arhivirana inačica izvorne stranice od 24. prosinca 2016. (Wayback Machine), Harvardovo sveučilište, 2000. (engl.)